# Wenn du wüsstest, wie schön es hier ist
Wenn du wüsstest, wie schön es hier ist ist ein österreichischer Fernsehfilm aus der Landkrimi-Filmreihe aus dem Jahr 2015 von Andreas Prochaska mit Gerhard Liebmann in der Hauptrolle. Die Premiere erfolgte im März 2015 auf der Diagonale, im ORF wurde der Film am 17. Dezember 2015 und auf Arte am 22. Jänner 2016 erstmals ausgestrahlt. Im ZDF wurde der Film am 16. Juli 2018 gezeigt.

## Handlung
In der ehemaligen Bergbaugemeinde Hüttenberg in Kärnten wird die 16-jährige Tochter des Landtagsabgeordneten Alois Prantl im Schacht eines stillgelegten Bergwerks tot aufgefunden. Gekleidet ist sie im weißen Festtagskleid, nachdem sie zuvor rund um den Hüttenberger Reiftanz mitgefeiert hatte. Der ruhige, zurückhaltende Postenkommandant Hannes Muck, der Verbrechen bisher nur aus dem Fernsehen kannte, vermutet zunächst einen Unfall, obwohl er im Wald eine Blutspur findet. In der Landeshauptstadt Klagenfurt wird eine Obduktion durchgeführt, wenig später ist der schüchterne und freundliche Provinzpolizist Muck mit dem strengen und zynischen Chefinspektor Heinrich Plöschberger konfrontiert, der den Fall aufklären soll.
Muck vermutet, dass der Täter einer der Kleinkriminellen aus dem Jugendheim des Nachbardorfs gewesen sein könnte. Der Pathologe aus Klagenfurt ist der Meinung, dass der Täter den offenen Schacht gekannt haben muss, der Mörder könnte jemand aus dem Dorf sein. Postenkommandant Muck ist bald klar, dass alle seine Freundschaften auf dem Prüfstand stehen. Die Reaktionen auf die Provokationen von Verdächtigen und Zeugen, die Chefinspektor Plöschberger austeilt, muss der gutmütige Muck einstecken, der schließlich sogar von drei Maskierten zusammengeschlagen wird. Eines Nachts glaubt die Hüttenberger Dorfgemeinschaft zu wissen, wer der Täter ist. Muck stellt sich zwar dem marschierenden Mob entgegen und sammelt dadurch Pluspunkte bei der Heimleiterin Susanne, in die er heimlich verliebt ist. Allerdings ist er seinen Posten aufgrund des Einflusses des Landtagsabgeordneten Prantl vorerst los.
Schließlich wird der Fall doch noch aufgeklärt, wobei der trotz Suspendierung weiter ermittelnde Muck auf die entscheidende Spur kommt: Prantl selbst hatte seine Tochter im Affekt erschlagen, weil sie hinter seine heimliche Homosexualität gekommen war und dies öffentlich machen wollte. Obwohl Plöschberger meint, Mucks Suspendierung sei damit nun sicher hinfällig, beschließt Muck, für eine Zeit mit Rucksack auf Reise zu gehen und verabschiedet sich von Susanne. Die beiden küssen sich.

## Produktion

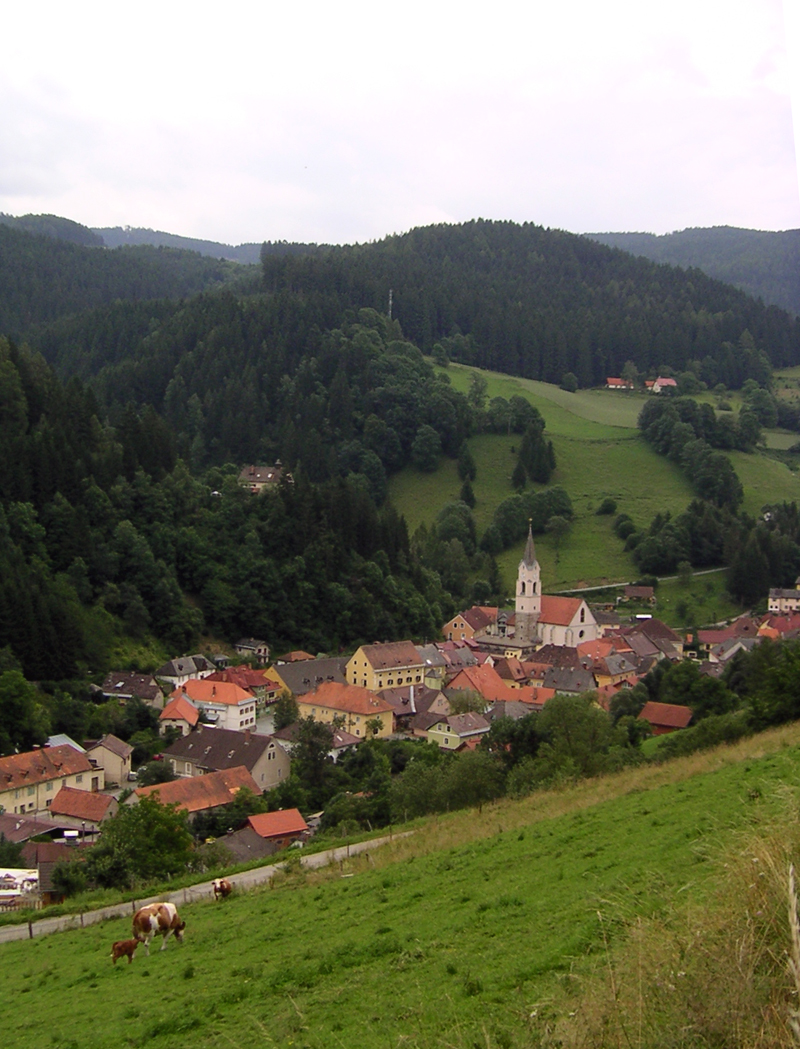
Einer der Drehorte: Hüttenberg in Kärnten

Die Dreharbeiten fanden vom 23. August bis zum 26. September 2014 statt, gedreht wurde in Kärnten. Drehort war unter anderem Hüttenberg und Umgebung. Produziert wurde der Film von der Graf Filmproduktion, beteiligt waren der Österreichische Rundfunk und Arte, unterstützt wurde die Produktion vom Fernsehfonds Austria und dem Land Kärnten.
Für das Kostümbild zeichnete Christine Ludwig verantwortlich, für den Ton Dietmar Zuson, für das Szenenbild Verena Wagner und für das Maskenbild Helene Lang und Michaela Sommer.

## Rezeption

### Kritiken
Rainer Tittelbach von tittelbach.tv meinte, dass der Film sich auch als Porträt eines vermeintlich lächerlichen Mannes lesen lassen würde, „als eine Art verspätete Coming-of-age-Geschichte. Schauplatz: ein Ösi-Biotop, das der Meister ohne Milieu-Realismus zu authentifizieren weiß. Die Filmsprache ist zurückgenommen, die Bilder, die das Leben des bescheidenen Helden spiegeln, besitzen etwas Karges, Asketisches.“
Tilmann P. Gangloff schrieb auf evangelisch.de, dass Kameramann Thomas W. Kiennast eine ganz spezielle Atmosphäre entstehen lasse. Die Nebelbilder verströmten auch dank der interessanten Musik und der A-capella-Lieder des Kärntener Männergesangsvereins Da-8Gsong eine ähnliche Melancholie wie die Hauptfigur. Umso erfrischender seien die beiläufig inszenierten komischen Momente, die das sehr ruhig inszenierte, aber dennoch fesselnde Krimidrama noch facettenreicher werden ließen.
Oliver Armknecht vergab auf film-rezensionen.de sechs von zehn Punkten. Der Film mache wegen der Hauptfigur Spaß, auch die Atmosphäre sei gelungen. Der Kriminalfall an sich sei hingegen weniger erwähnenswert, gerade die Auflösung überzeuge nicht wirklich.

### Quote
In Österreich verfolgten den Film bei Erstausstrahlung im ORF 716.000 Zuschauer.
Im ZDF wurde der Film im Juli 2018 von 3,48 Millionen Personen gesehen, der Marktanteil betrug 13,5 Prozent.

## Auszeichnungen und Nominierungen
- 2016: Thomas-Pluch-Drehbuchpreis – Spezialpreis der Jury
- 2016: Fernsehpreises der Österreichischen Erwachsenenbildung für Andreas Prochaska, Stefan Hafner und Thomas Weingartner[11]
- 2016: Romy – Nominierung in den Kategorien Bester Fernsehfilm und Bester Produzent TV-Film
- 2016: Fernsehfilmfestival Baden-Baden – Nominierung
- 2017: Deutscher Kamerapreis – Nominierung
- 2017: Deutscher Schauspielpreis:
  - Michael Glantschnig – Nominierung für den Nachwuchspreis
  - Gerhard Liebmann – Nominierung als bester Schauspieler in einer komödiantischen Rolle